# Lana Lang (Smallville)
Lana Lang è un personaggio della serie televisiva The WB/CW Smallville. Il personaggio di Lana Lang, creato inizialmente per i fumetti da Bill Finger e John Sikela negli anni cinquanta come interesse romantico per Superboy, è stato adattato per la televisione nel 2001 da Alfred Gough e Miles Millar. Interpretata da Kristin Kreuk e da altre due attrici che ne hanno indossato le vesti da bambina e da anziana, Lana è stata una dei personaggi principali della serie per sette stagioni, a partire dall'episodio pilota. Il personaggio è apparso in diverse opere letterarie basate su Smallville, ognuna delle quali è completamente indipendente rispetto agli episodi della serie televisiva.
In Smallville, Lana costituisce il principale interesse sentimentale di Clark Kent, nonostante nella prima stagione avesse una relazione con Whitney Fordman. Dalla seconda stagione, a seguito della morte di Whitney, Lana e Clark iniziarono ad avvicinarsi sempre di più, fino ad iniziare una relazione romantica, che però finirà a causa della disonestà di Clark riguardo al suo segreto. Lana si avvicina quindi sempre più a Lex Luthor, con cui si sposerà e divorzierà nella sesta stagione. Lana infine viene a conoscenza del segreto di Clark, tornando insieme a lui. Dopo aver rubato una tuta di Lex potenziata dalla kryptonite, Lana assorbe un'enorme quantità di radiazioni da kryptonite, cosa che le vieta di stare vicino a Clark. Per questo, Lana lascia Smallville, continuando a usare i suoi poteri per fare del bene.
Inizialmente, Lana viene ritratta come l'intelligente "ragazza della porta accanto", salvo poi diventare una tragica figura in Smallville a seguito delle decisioni prese da Clark e Lex che la portarono ad una serie di cambi caratteriali. Gough spiegò che al termine della sesta stagione Lana ha dimostrato che è in grado di battere Lex al suo stesso gioco. Durante il corso della serie, Lana passa dall'essere la ragazza della porta accanto all'essere una giovane donna sempre più indipendente. Per la sua interpretazione di Lana Lang, Kreuk è stata candidata per diversi premi.

## Ruolo inSmallville
Nella prima stagione, Lana e Clark Kent (Tom Welling) iniziano la loro amicizia. Lei è una popolare cheerleader fidanzata con il popolare quarterback Whitney Fordman (Eric Johnson), mentre Clark non può avvicinarsi a lei senza iniziare a stare male a causa della kryptonite che indossa come una collana. Nell'episodio pilota, dopo la morte dei suoi genitori durante la prima pioggia di meteoriti, Lana (Jade Unterman) viene adottata da sua zia Nell (Sarah-Jane Redmond). Nel corso della stagione, Lana inizia ad avvicinarsi sempre più a Clark, mentre viene progressivamente allontanata da Whitney a causa delle condizioni mediche carenti del padre. Nell'episodio della seconda stagione Desiderio mortale, Lana invia a Whitney, che ha lasciato Smallville per entrare nei Marine nel finale della prima stagione, un videomessaggio in cui gli palesa la decisione di rompere con lui.  La zia Nell abbandona Metropolis con il suo fidanzato nell'episodio della seconda stagione Poteri extrasensoriali, ma Lana decide di non seguirla e di trasferirsi a casa della sua amica Chloe Sullivan (Allison Mack) in modo da poter terminare le superiori a Smallville.
Nella seconda stagione, Lana e Clark cercheranno di iniziare una relazione romantica, ma temono di ferire di Chloe a causa dei suoi sentimenti per Clark. Proprio quando i due cedono completamente ai loro sentimenti, Clark fugge inaspettatamente da Smallville nel finale della seconda stagione. All'inizio della terza stagione viene mostrato come Lana sia alla ricerca di Clark, trovandolo poi a Metropolis grazie all'aiuto di Chloe. Le azioni di Clark a Metropolis obbligano la coppia a riconsiderare la loro relazione nell'episodio della terza stagione Inganni e segreti, portando infine Lana ad iniziare una nuova relazione con Adam Knight (Ian Somerhalder), un ragazzo che ha incontrato durante una sessione di fisioterapia iniziata dopo essere stata calpestata da un cavallo nell'episodio della terza stagione Follia. Nell'episodio della terza stagione La crisi si scopre che Adam si avvicinò a Lana per cercare di ottenere informazioni su Clark.
Nell'episodio Partenze della terza stagione viene svelato che Lana, per andare avanti con la sua vita, fa domanda e ottiene una borsa di studio per studiare a Parigi. Nella quarta stagione viene mostrato che Lana, durante il periodo a Parigi, iniziò una relazione romantica con Jason Teague (Jensen Ackles). All'inizio della quarta stagione, Lana torna a Smallville dopo aver ricevuto un misterioso tatuaggio sulla parte bassa della schiena, somigliante a un simbolo impresso sulle pareti della grotta Kawatche, quando ha toccato la tomba della contessa Margaret Isobel Theroux. Negli episodi Incantesimo e L'ultima lettera della quarta stagione, si scopre che il tatuaggio funge da collegamento tra lo spirito di Isobel e il corpo di Lana; ogni volta che Isobel si impossessa del corpo di Lana, si getta alla ricerca delle tre pietre della conoscenza, ricercate anche da Clark e Lex Luthor (Michael Rosenbaum). Nel finale della quarta stagione, Lana si decide a parlare con la madre di Jason, Genevieve (Jane Seymour), anch'essa alla ricerca delle tre pietre della conoscenza, e durante un combattimento Isobel ottiene il controllo del corpo e uccide Genevieve. La conseguente morte di Genevieve, la cui antenata fu la causa della morte di Isobel secoli prima, libera definitivamente il corpo di Lana da Isobel.
Durante la seconda pioggia di meteoriti, Lana assiste all'atterraggio di un'astronave da cui emergono due alieni che uccidono chiunque sia alla loro vista nella prima puntata della quinta stagione. La scoperta del segreto dell'astronave diventa l'obiettivo principale di Lana nella stagione, e inizia a collaborare con Lex Luthor per svelare il mistero dietro la nave nell'episodio Il frammento. Dopo essere stata lasciata da Clark nell'episodio della quinta stagione Ipnosi, Lana inizia ad avvicinarsi a Lex. Nell'episodio della sesta stagione La promessa, Lana sposa Lex sotto ricatto di Lionel Luthor (John Glover), ma non prima di scoprire il segreto di Clark e di capire perché lui non è mai stato pienamente sincero. Quando scopre che Lex ha inscenato una finta gravidanza per forzare il matrimonio nell'episodio finale della sesta stagione Bizzarro, Lana pone fine al matrimonio e finge la propria morte per sfuggire a Lex dopo essere stata minacciata da quest'ultimo. Lana fa in modo che Lex venga incolpato per il suo omicidio, per punirlo dopo il suo tradimento. All'inizio della settima stagione Lex scopre che Lana è ancora viva, ma come parte della "risoluzione" del loro divorzio, si assicura che Lana non vada in prigione per le sue azioni.
Con il segreto di Clark non più un problema, i due iniziano una relazione nell'episodio della settima stagione Lo scrigno del tempo. In questa stagione, Lana è ossessionata dall'idea di far pagare a Lex tutti i suoi crimini contro l'umanità, il che la porta a fondare la Fondazione Isis usando 10 milioni di dollari rubati a Lex. La Fondazione Isis, un centro di consulenza per persone infette da kryptonite, funge da copertura per un centro di sorveglianza su Lex. Dall'episodio Furia omicida, la sua ossessione inizia a influenzare la sua relazione con Clark. Alla fine, Lana giunge alla conclusione che, nonostante lo ami, abbandonare Clark e lasciare Smallville sia l'unico modo che ha per permettere a Clark di compiere il suo destino, cosa che fa nel finale della settima stagione.
Nell'episodio dell'ottava stagione Il matrimonio, Oliver Queen (Justin Hartley), credendo di aver trovato Lex Luthor (scomparso dal finale della settima stagione) si imbatte invece in Lana. Oliver convince la ragazza a tornare a Smallville affinché possa essere presente al matrimonio di Chloe. Nell'episodio dell'ottava stagione Potere, viene svelato che Lana è in realtà tornata in modo da poter rubare la tecnologia "Prometheus" di Lex, che imbriglia del DNA alieno in una "super tuta" di naniti capace di conferire delle abilità sovrumane. Alla fine dell'episodio, Lana riesce a rubare la tuta ormai completata, diventando forte e invulnerabile quanto Clark. Nell'episodio Requiem, Lana scopre che grazie alla tuta è capace di assorbire la kryptonite, emettendo però anche le radiazioni della stessa, rendendola quindi un potenziale pericolo per Clark. Quando Winslow Schott (Chris Gauthier) mette una bomba alla kryptonite sul tetto del Daily Planet su ordini di Lex, Lana è costretta ad assorbire tutta la kryptonite per disattivare la bomba. Di conseguenza, lascia Smallville poiché Clark non è più in grado di avvicinarsi a lei senza che le radiazioni della kryptonite lo feriscano.

## Interpretazione
Gli autori della serie, Alfred Gough e Miles Millar erano inizialmente alla ricerca di un attore per il ruolo di Clark Kent, ma Kristin Kreuk fu la prima attrice a cui fu assegnata una parte nella serie, ottenendo il ruolo di Lana Lang. Il direttore del casting Coreen Mayrs inviò a David Nutter, il regista dell'episodio pilota, un nastro contenente le audizioni di 69 persone e la seconda persona sul nastro era Kreuk. Entrambi furono subito colpiti dall'audizione di Kreuk, tanto che decisero di mostrarla subito alla rete. Per una delle audizioni, Kreuk lesse con Tom Welling la scena del cimitero, convincendo l'emittente che i due avessero una "grande chimica". Jade Unterman e Louise Grant interpretarono il personaggio rispettivamente da bambina e da anziana.
Quando venne scelta per il ruolo di Lana, Kreuk non aveva idea di chi fosse il suo personaggio nella mitologia di Superman. L'attrice apprese informazioni sul personaggio da suo zio, che possedeva una fumetteria, e dai produttori della serie. Dopo essersi informata, Kreuk si rese conto di quanto il suo personaggio fosse diverso da quello dei fumetti. Di conseguenza, Kreuk apprende sullo sviluppo di Lana nella serie mentre è anche il personaggio stesso a svilupparsi, proprio come Welling con il suo Clark Kent. Quando le venne chiesto se l'assenza dei tradizionali capelli rossi nel personaggio di Lana avesse causato dei malumori tra gli appassionati, Kreuk rispose dicendo che chiunque si sia dispiaciuto «l'abbia superata abbastanza velocemente». Verso la terza stagione, Kreuk decise di "investire" meno sé stessa nel suo personaggio, poiché sentiva che lo sviluppo finale del suo personaggio era interamente nelle mani dei produttori. A seguito di questa scelta, non si sentiva più frustrata quando i produttori facevano fare a Lana cose che Kreuk riteneva fuori dal personaggio, confidando invece che avrebbero trovato la giusta direzione per il personaggio.
Kreuk apprezzò la quarta stagione poiché le diede la possibilità di ampliare le sue capacità di recitazione con la trama di Lana che coinvolge lo spirito della contessa Margaret Isobel Thoreaux. Secondo l'attrice, «È stato molto divertente; ho pensato che fosse anche divertente […] È stato davvero meraviglioso potersi distendere e interpretare questa donna motivata che ha un obiettivo e sta per raggiungerlo, e che nel frattempo sarà sexy nel farlo. È stato molto divertente per me perché lo show [a volte] non è realistico, quindi, come attori, possiamo giocare con diversi tipi di cose». Per Kreuk, il suo momento più strano della serie è stato quando ha interpretato un vampiro nell'episodio della quinta stagione Sete di sangue, un'esperienza che ricorda averla messa a disagio a causa del sangue finto con cui l'hanno ricoperta.

## Accoglienza
Nel 2001, Kristin Kreuk è stata candidata per un Saturn Award come migliore attrice e per il premio speciale Female Cinescape Genre Face of the Future. L'anno seguente, insieme al co-protagonista Tom Welling, Kreuk è stata nuovamente candidata per un Saturn Award come migliore attrice. Prima di abbandonare la serie, Kreuk ha ricevuto altre due candidatura in questa categoria, una nel 2004 e una nel 2006. Ai Teen Choice Awardss del 2003, Kristin Kreuk è stata candidata per il Choice TV Actress: Drama/Action Adventure. È stata candidata nuovamente nel 2004, 2006, 2008 per la rivista categoria Choice TV Actress: Action Adventure, e infine nel 2009. Ai Teen Choice Awards 2006, Kreuk ha anche ricevuto una co-candidatura con Welling per la coppia migliore.
Brian Byun di DVD Verdict ritenne che il casting della serie fosse "perfetto". Notando come Kreuk fosse "dolorosamente luminosa" nei panni di Lana Lang, Byun considerò ovvio il motivo per cui Clark sia così ossessionato da lei.

## Altri media

### Fumetti
Lana ha avuto un cameo non parlante nel nono numero della continuazione a fumetti dello serie, Smallville: Season Eleven, scritta dallo story editor esecutivo Bryan Q. Miller. Sebbene Clark e Bart Allen non la notino, lei li guarda correre lungo la costa del Camerun. Lana ritorna in Valkyrie, un arco narrativo parallelo, in cui usa l'alias supereroistico di "Angelo dell'Altopiano" (Angel of the Plateau) e combatte i terroristi in Africa, salvando in un'occasione anche Lois da uno dei loro attacchi. Lana svela di aver usato le sue capacità per aiutare e proteggere i bambini dalle persone che li avrebbero sfruttati dopo essersi stabilita in Africa. Qui, Lois cerca di non rivelare a Lana la sua relazione con Clark. Altrove, i terroristi cercano l'aiuto di John Corben per sconfiggere l'Angelo dell'Altopiano. Il nuovo cuore di kryptonite di Corben (installato da Winslow Schott) ha assorbito i naniti incorporati nella pelle di Lana, rendendola impotente e non facendole più emettere alcuna radiazione di kryptonite. Dopo che Lois aiuta Lana a sconfiggere Corben, Lana rivela di aver visto l'anello di fidanzamento di Lois e di sapere quindi della sua relazione con Clark. Lana dà la sua benedizione a Lois e decide di restare in Africa nei panni dell'Angelo.

### Annotazioni
1. ↑  Citazione originale: «Got over it pretty fast».
2. ↑  Citazione originale: «That was a lot of fun; I thought it was funny as well […] It really was wonderful to be able to stretch and play this driven woman who has a goal and is going to reach it, and in the meantime she's going to be sexy doing it. That was a lot of fun for me because the show [sometimes] isn't realistic so, as actors, we get to play with different types of things».

### Fonti
1. 1 2  Paul Simpson (Season 1 Companion), pp. 116-119.
2. ↑   Alfred Gough, Miles Millar (sceneggiatura) e David Nutter (regia), Smallville: episodio 1x1, L'ora della verità [Pilot], The WB, 16 ottobre 2001.
3. ↑   Mark Verheiden, Michael Green (sceneggiatura) e D.J. Caruso (regia), Smallville: episodio 1x10, Fenomeni [Shimmer], The WB, 29 gennaio 2002.
4. ↑   Philip Levens, Alfred Gough (sceneggiatura) e Greg Beeman (regia), Smallville: episodio 1x21, Aria di tempesta [Tempest], The WB, 21 maggio 2002.
5. ↑   Mark Verheiden (sceneggiatura) e James Marshall (regia), Smallville: episodio 2x2, Desiderio mortale [Heat], The WB, 1º ottobre 2002.
6. ↑   Philip Levens (sceneggiatura) e Terrence O'Hara (regia), Smallville: episodio 2x8, Poteri extrasensoriali [Ryan], The WB, 12 dicembre 2002.
7. ↑   Kenneth Biller (sceneggiatura) e Terrence O'Hara (regia), Smallville: episodio 2x22, Profezia [Calling], The WB, 13 maggio 2003.
8. ↑   Alfred Gough, Miles Millar (sceneggiatura) e Greg Beeman (regia), Smallville: episodio 2x23, Esodo [Exodus], The WB, 20 maggio 2003.
9. ↑   Alfred Gough, Miles Millar (sceneggiatura) e Greg Beeman (regia), Smallville: episodio 3x2, La nuova vita di Clark [Exile], The WB, 1º ottobre 2003.
10. ↑   Kelly Souders, Brian Peterson (sceneggiatura) e James Marshall (regia), Smallville: episodio 3x2, Inganni e segreti [Phoenix], The WB, 8 ottobre 2003.
11. ↑   Todd Slavkin, Darren Swimmer (sceneggiatura) e Greg Beeman (regia), Smallville: episodio 3x9, Follia [Asylum], The WB, 14 gennaio 2004.
12. ↑   Kenneth Biller (sceneggiatura e regia), Smallville: episodio 3x8, Frammenti [Shattered], The WB, 19 novembre 2003.
13. ↑   Kelly Souders, Brian Peterson (sceneggiatura) e Ken Biller (regia), Smallville: episodio 3x16, La crisi [Crisis], The WB, 3 marzo 2004.
14. ↑   Kelly Souders, Brian Peterson (sceneggiatura) e Terrence O'Hara (regia), Smallville: episodio 3x21, Partenze [Forsaken], The WB, 12 maggio 2004.
15. ↑   Miles Millar, Alfred Gough (sceneggiatura) e Greg Beeman (regia), Smallville: episodio 4x1, Il simbolo della crociata [Crusade], The WB, 22 settembre 2004.
16. ↑   Steven S. DeKnight (sceneggiatura) e Jeannot Szwarc (regia), Smallville: episodio 4x8, Incantesimo [Spell], The WB, 10 novembre 2004.
17. ↑   Kelly Souders, Brian Peterson (sceneggiatura) e Brad Turner (regia), Smallville: episodio 4x15, L'ultima lettera [Sacred], The WB, 23 febbraio 2005.
18. ↑   Luke Schelhaas (sceneggiatura) e Terrence O'Hara (regia), Smallville: episodio 4x9, Intrappolato [Bound], The WB, 17 novembre 2004.
19. ↑   Todd Slavkin, Darren Swimmer (sceneggiatura) e Greg Beeman (regia), Smallville: episodio 4x22, Gran finale [Commencement], The WB, 18 maggio 2005.
20. ↑   Todd Slavkin, Darren Swimmer (sceneggiatura) e James Marshall (regia), Smallville: episodio 5x1, Al tramonto del sole [Arrival], The WB, 29 settembre 2005.
21. ↑   Steven S. DeKnight (sceneggiatura) e James Marshall (regia), Smallville: episodio 5x7, Il frammento [Splinter], The WB, 10 novembre 2005.
22. ↑   Todd Slavkin, Darren Swimmer (sceneggiatura) e Michael Rohl (regia), Smallville: episodio 5x16, Ipnosi [Hypnotic], The WB, 30 maggio 2006.
23. ↑   Josh Schwartz (sceneggiatura) e Patrick Norris (regia), Smallville: episodio 5x20, L'oracolo [Oracle], The WB, 4 maggio 2006.
24. ↑   Kelly Souders, Brian Peterson (sceneggiatura) e Rick Rosenthal (regia), Smallville: episodio 6x16, La promessa [Promise], The CW, 15 marzo 2007.
25. ↑   Todd Slavkin, Darren Swimmer (sceneggiatura) e James Marshall (regia), Smallville: episodio 6x22, Bizzarro [Phantom], The CW, 17 maggio 2007.
26. ↑   Todd Slavkin, Darren Swimmer (sceneggiatura) e James Conway (regia), Smallville: episodio 7x2, La ragazza di Krypton [Kara], The CW, 4 ottobre 2007.
27. ↑   Holly Harold (sceneggiatura) e Whitney Ransick (regia), Smallville: episodio 7x3, Lo scrigno del tempo [Fierce], The CW, 11 ottobre 2007.
28. ↑   Kelly Souders, Brian Peterson (sceneggiatura) e Charles Beeson (regia), Smallville: episodio 7x7, Furia omicida [Wrath], The CW, 8 novembre 2007.
29. ↑   Don Whitehead, Holly Henderson (sceneggiatura) e Todd Slavkin (regia), Smallville: episodio 7x20, Artico [Arctic], The CW, 15 maggio 2008.
30. ↑   Al Septien e Turi Meyer (sceneggiatura) e Allison Mack (regia), Smallville: episodio 8x10, Il matrimonio [Bride], The CW, 20 novembre 2008.
31. ↑   Al Septien e Turi Meyer (sceneggiatura) e Allison Mack (regia), Smallville: episodio 8x13, Potere [Power], The CW, 29 gennaio 2009.
32. ↑   Don Whitehead e Holly Henderson (sceneggiatura) e Michael Rohl (regia), Smallville: episodio 8x14, Requiem, The CW, 5 febbraio 2009.
33. ↑   (EN) "Pilot" commentary by Al Gough, Miles Millar and David Nutter (DVD), Warner Bros. Television, 2002.
34. 1 2  Paul Simpson (Season 1 Companion), pp. 8-17.
35. ↑  (EN) New York Times: Jade Unterman filmography, in The New York Times, 2009. URL consultato l'11 gennaio 2023 (archiviato dall'url originale il 14 aprile 2009).
36. ↑  (EN) Cast listing for Smallville, su scifi.about.com, About.com. URL consultato l'11 gennaio 2023 (archiviato dall'url originale il 20 gennaio 2010).
37. ↑  Paul Simpson (Season 1 Companion), pp. 116-119.
38. 1 2  (EN) Andrew Williams, 60 Second Interview: Kristen Kreuk, in Metro, 15 settembre 2008,  p. 10.
39. ↑  Paul Simpson (Season 3 Companion), pp. 116-119.
40. ↑  Craig Byrne (Season 4 Companion), pp. 116-119.
41. ↑  (EN) Michael Ausiello, Ask Ausiello: 'CSI' Sex Shocker! Lana Back to 'Smallville'! Gay Panic at 'Grey's'! '24' Villain's Alive!, su ausiellofiles.ew.com, Entertainment Weekly, 23 luglio 2008. URL consultato il 27 agosto 2008 (archiviato dall'url originale il 28 agosto 2008).
42. ↑  (EN) Saturn Television Awards, su saturnawards.org, Saturn Awards. URL consultato l'8 gennaio 2023 (archiviato dall'url originale il 7 febbraio 2008).
43. ↑  (EN) Eric Moro, 2003 Saturn Awards, Mania.com, 5 marzo 2005. URL consultato l'8 gennaio 2023 (archiviato dall'url originale il 12 ottobre 2007).
44. ↑  (EN) Steven H Silver, The 30th Annual Saturn Award Nominations, su sfsite.com, SF Site, 13 febbraio 2004. URL consultato il 6 dicembre 2008 (archiviato dall'url originale il 3 maggio 2008).
45. ↑  (EN) 32nd Annual Saturn Award nominees, su mania.com, 15 febbraio 2006. URL consultato il 12 settembre 2007 (archiviato dall'url originale il 27 settembre 2007).
46. ↑  (EN) America Online and Teen People Announce Nominees for The 2003 Teen Choice Awards on Fox (page 2), su findarticles.com, Business Wire, 17 giugno 2003. URL consultato l'11 settembre 2007 (archiviato dall'url originale il 12 ottobre 2007).
47. ↑  (FR) Teen Choice Awards : le vote du public, su serieslive.com, SeriesLive, 11 agosto 2004. URL consultato l'8 gennaio 2023 (archiviato dall'url originale il 29 dicembre 2007).
48. 1 2  (FR) Baptiste Jacquiau, The Teen Choice Awards 2006 : le vote du public, su serieslive.com, SeriesLive, 20 agosto 2006. URL consultato l'8 gennaio 2023 (archiviato dall'url originale il 13 agosto 2009).
49. ↑  (EN) Teen Choice 2008 (PDF), su teenchoiceawards.com, Teen Choice Awards. URL consultato l'8 gennaio 2023 (archiviato dall'url originale il 18 dicembre 2008).
50. ↑  (EN) Kelly West, Nominations Posted For 2009 Teen Choice Awards, su cinemablend.com, CinemaBlend, 15 giugno 2009. URL consultato l'8 gennaio 2023 (archiviato dall'url originale il 29 marzo 2012).
51. ↑  (EN) Brian Byun, Season 1 review, DVD Verdict, 24 novembre 2003. URL consultato l'8 gennaio 2023 (archiviato dall'url originale il 4 luglio 2008).
52. ↑  Smallville Season 11 vol. 1 n. 9 (gennaio 2013)
53. ↑  Smallville Season 11 Specials n. 2 (giugno 2013)